# Germanvox-Wega
El equipo Germanvox-Wega fue un equipo ciclista italiano, de ciclismo en ruta que compitió entre 1967 y 1970.

## Principales resultados
- Trofeo Matteotti: Ole Ritter (1968)
- Gran Premio de Lugano: Ole Ritter (1970)

### A las grandes vueltas
- Giro de Italia
  - 4 participaciones (1967, 1968, 1969, 1970)
  - 2 victorias de etapa:
    - 1 al 1967: Ole Ritter
    - 1 al 1969: Ole Ritter

  - 0 clasificación finales:
  - 0 clasificaciones secundarias:

- Tour de Francia
  - 0 participaciones

- Vuelta a España
  - 1 participaciones (1970)
  - 3 victorias de etapa:
    - 3 al 1970: Guido Reybrouck (3)

  - 0 clasificación finales:
  - 2 clasificaciones secundarias:
    - Clasificación por puntos: Guido Reybrouck (1970)
    - Clasificación de la combinada: Guido Reybrouck (1970)